# الحزب العربي الديمقراطي (إسرائيل)
الحزب العربي الديمقراطي ( (بالعبرية: מפלגה דמוקרטית ערבית‏)، مِفلجاه ديموكراطيت عَرَفيت) المعروف اختصارًا بالعبري في إسرائيل بلفظ مدع (بالعبرية: מד"ע) هو حزب سياسي في إسرائيل كان فصيلًا ضمن القائمة العربية المتحدة بين منتصف التسعينيات وعام 2012.

## خلفية
تم تشكيل الحزب في 15 فبراير 1988، قرب نهاية فترة الكنيست الحادية عشرة ‏، عندما انفصل عبد الوهاب دراوشة عن المعراخ لإنشاء فصيل خاص به احتجاجًا على سياسة الحزب بشأن الانتفاضة الأولى. في وقت تأسيسه، كان الحزب هو الفصيل العربي الإسرائيلي الوحيد في الكنيست (على الرغم من أن عضو الكنيست الوحيد في القائمة التقدمية للسلام ‏ كان عربيًا إسرائيليًا، كان للحزب أيضًا عضوية يهودية)، والأول منذ نهاية القائمة العربية المتحدة الأصلية في انتخابات 1981.
في انتخابات عام 1988، تجاوز الحزب الحد الأدنى للانتخابات وهو 1٪، وفاز بنسبة 1.2% من الأصوات ومقعد واحد حصل عليه دراوشة، وكان مرة أخرى الحزب العربي الإسرائيلي الوحيد الذي يحصل على مقعد في الكنيست. شهدت انتخابات عام 1992 فوز الحزب بمقعدين، رغم أنه ظل الحزب العربي الإسرائيلي الوحيد الذي له تمثيل برلماني، وفي انتخابات عام 1996 خاض الحزب تحالفًا مع القائمة العربية المتحدة الجديدة تحت اسم" مدع" (اختصارات كل حزب)، وكان التحالف ناجحًا وفاز بمقعدين وانضم للحزب أيضًا في الكنيست حزب عربي إسرائيلي جديد وهو التجمع الوطني الديمقراطي الذي كان قد شارك في تحالف مع جبهة حداش.
بعد انتخابات 1996 أصبح الحزب فصيلًا ضمن القائمة العربية المتحدة، وهو منصب ظل يحتفظ به حتى انفصل طالب الصانع عن القائمة في ديسمبر 2012. خاض الحزب انتخابات 2015 كجزء من القائمة العربية، وهو تحالف مع الحزب الوطني العربي برئاسة محمد كنعان، حصل التحالف على 4301 صوتًا فقط (0.11٪)، وفشل في الفوز بمقاعد.

## وصلات خارجية
- تاريخ حزب على موقع الكنيست
- مدع راعم - موقع الكنيست